# Plan de Reforma
Plan de Reforma är en ort i Mexiko.   Den ligger i kommunen Villa de Tututepec de Melchor Ocampo och delstaten Oaxaca, i den sydöstra delen av landet, 400 km söder om huvudstaden Mexico City. Plan de Reforma ligger 632 meter över havet och antalet invånare är 112.
Terrängen runt Plan de Reforma är lite bergig. Runt Plan de Reforma är det ganska glesbefolkat, med 34 invånare per kvadratkilometer. Närmaste större samhälle är San Miguel Panixtlahuaca, 17,0 km norr om Plan de Reforma. I omgivningarna runt Plan de Reforma växer i huvudsak lövfällande lövskog.